# Condado de Tattnall
O Condado de Tattnall é um dos 159 condados do Estado americano de Geórgia. A sede do condado é Reidsville, e sua maior cidade é Reidsville. O condado possui uma área de 1 264 km², uma população de 22 305 habitantes, e uma densidade populacional de 18 hab/km² (segundo o censo nacional de 2000). O condado foi fundado em 5 de dezembro de 1801.